# Sint-Petruskerk (Sinzig)
De parochiekerk van Sint-Petrus in de Duitse stad Sinzig is een driebeukige kruisbasiliek en geldt als een van de belangrijkste laat-romaanse monumenten in het Rijnland. De bouw van de rooms-katholieke kerk werd begonnen rond het jaar 1225 en het wijden van het altaar vond waarschijnlijk plaats in het midden van augustus 1241.

## Geschiedenis

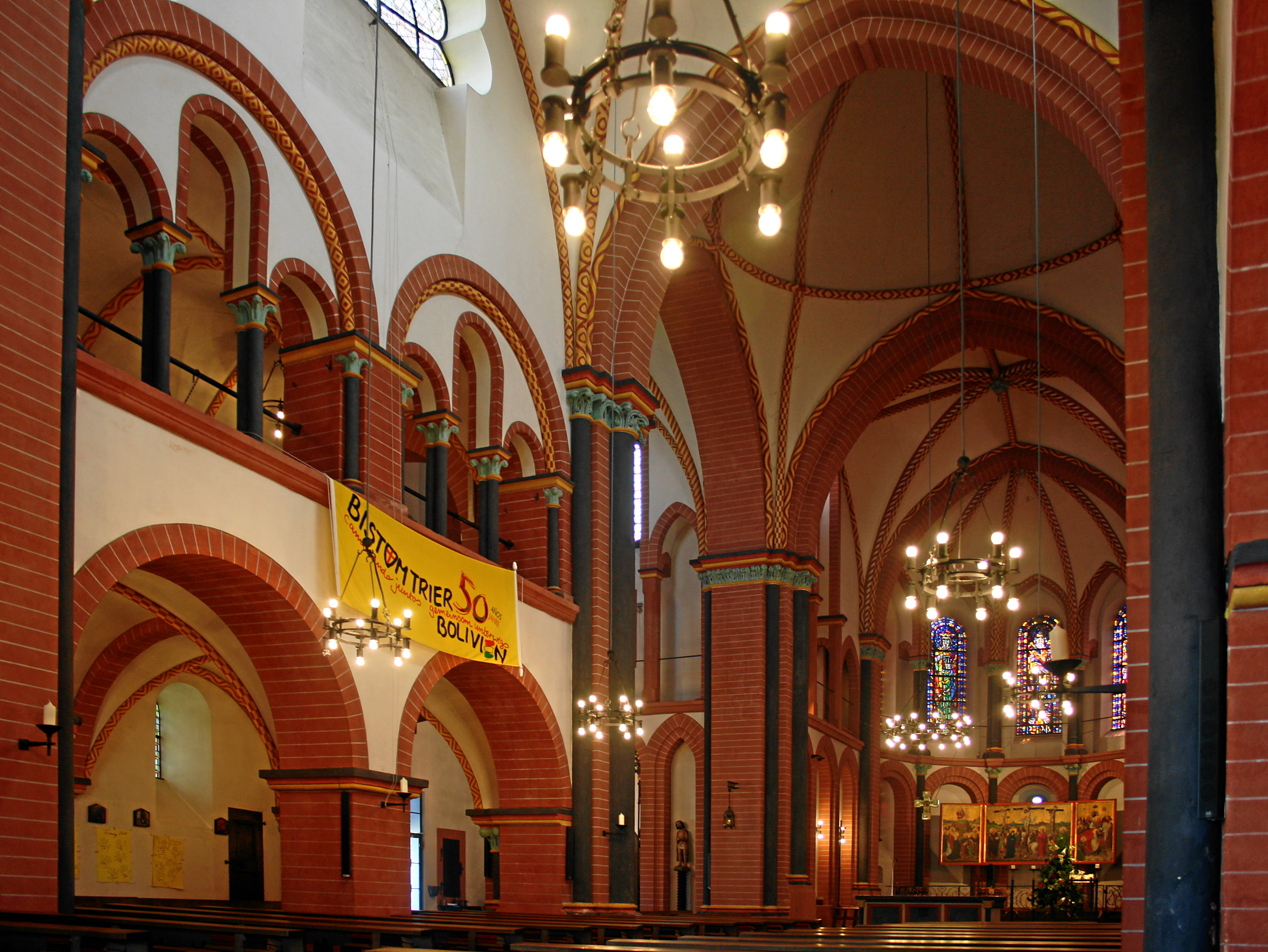
Interieur

Mogelijk werd de kerk gebouwd ter vervanging van de Petruskapel die in 855 werd genoemd in een schenkingsoorkonde van Keizer Lothar I aan het Akener Mariasticht. Aangenomen wordt dat het begin van de bouw op basis van stijlvergelijking met andere kerken in de regio Rijn-Lahn rond 1225 moet zijn geweest. De consecratie van de kerk en het altaar werd verricht door de in 1234 gewijdde dominicaanse bisschop Henricus de Osiliensis, die tijdens een oponthoud in het
Middenrijngebied op verzoek van de zwaar zieke aartsbisschop van Trier Theoderoch von Wied (1170 - 1242) verschillende kerkwijdingen verrichtte tussen Sinzig en Boppard.
De kerk werd in de jaren 1863-1864 naar ontwerp van de architect Ernst Friedrich Zwirner (28 februari 1802 - 22 september 1861) gerestaureerd. Op 28 maart 1881 werd er voor het eerst een orgel in de kerk in gebruik genomen. In de jaren 60 werd een radicale renovatie van het interieur uitgevoerd, waarbij de over een lange periode ontstane beschildering van de gehele binnenmuren werd vernietigd.

## Architectuur en inrichting
Het grondplan van de kerk is een kruisvorm. De kerk heeft een schip van drie verdiepingen en de afsluiting van het koor is vijfzijdig en wordt geflankeerd door zijkapellen. Bovend de viering verheft zich de imposante octagonale vieringtoren.
Onder de inrichting bevindt zich een hoogaltaar uit het jaar 1480, een drieluik voorstellende de hemelvaart van Christus, de kruisiging van Christus en de dood van de Heilige Maagd. Noemenswaardig zijn ook een gotische kruisigingsgroep uit de 16e eeuw, een piëta uit de 14e eeuw, een zittende Madonna uit 1340 en een 12e-eeuwse Man van Smarten. Verder is de oorspronkelijke, laat-romaanse beschildering van de doopkapel bezienswaardig. In de kerk wordt ook het gemummificeerde lichaam van de zogenaamde Voogd van Sinzig bewaard. De Voogd van Sinzig werd waarschijnlijk gevonden in de eerste helft van de 17e eeuw toen men bij het aanleggen van een nieuw graf op een in de vergetelheid geraakte grafkelder stuitte. De bevolking zeulde eerst op ongepaste wijze tijdens optochten met de mummie rond en er werden misplaatste grappen mee uitgehaald, maar later werd de mummie enige tijd als volksheilige vereerd.

## Afbeeldingen

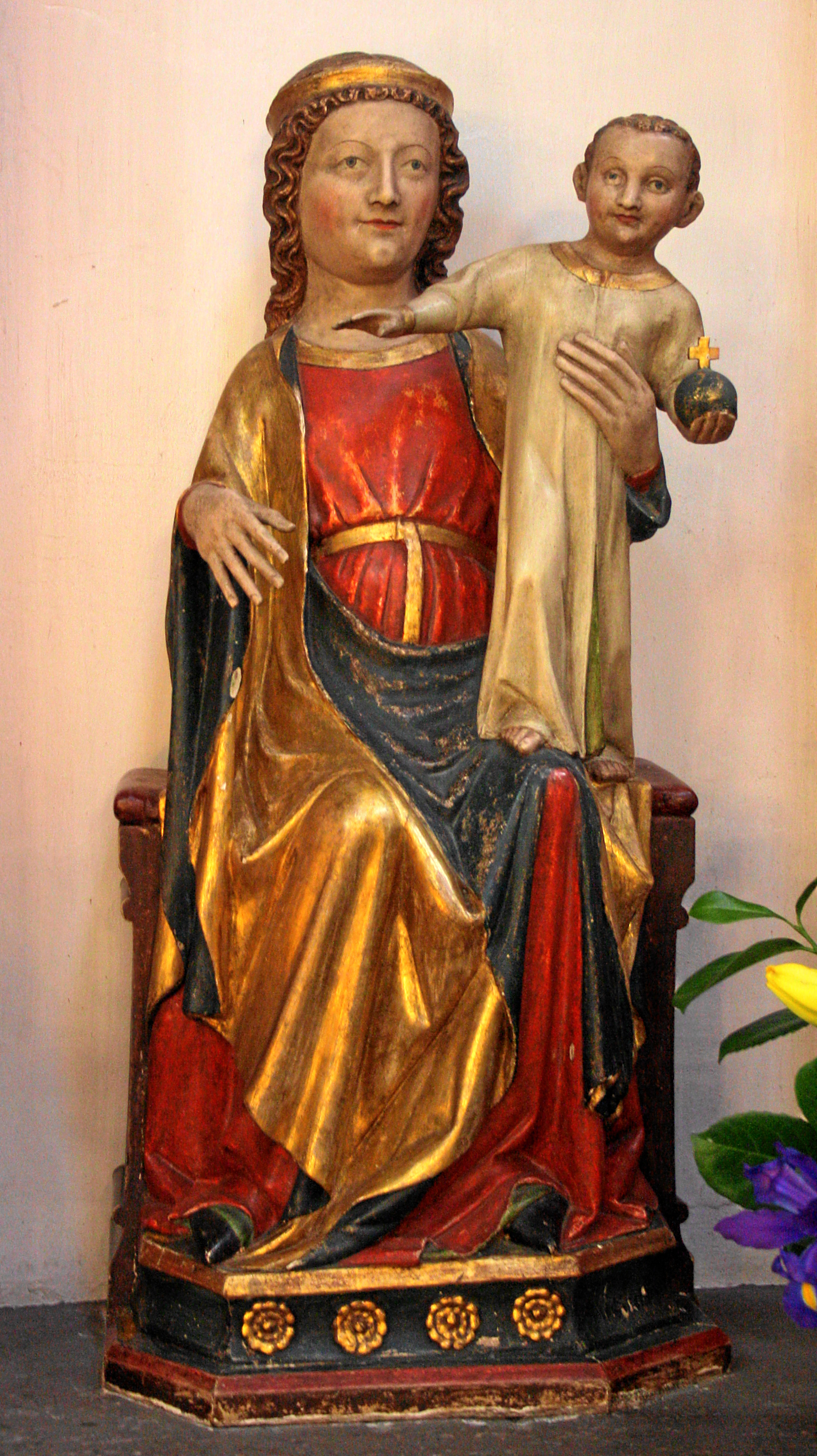
Madonna (circa 1350)
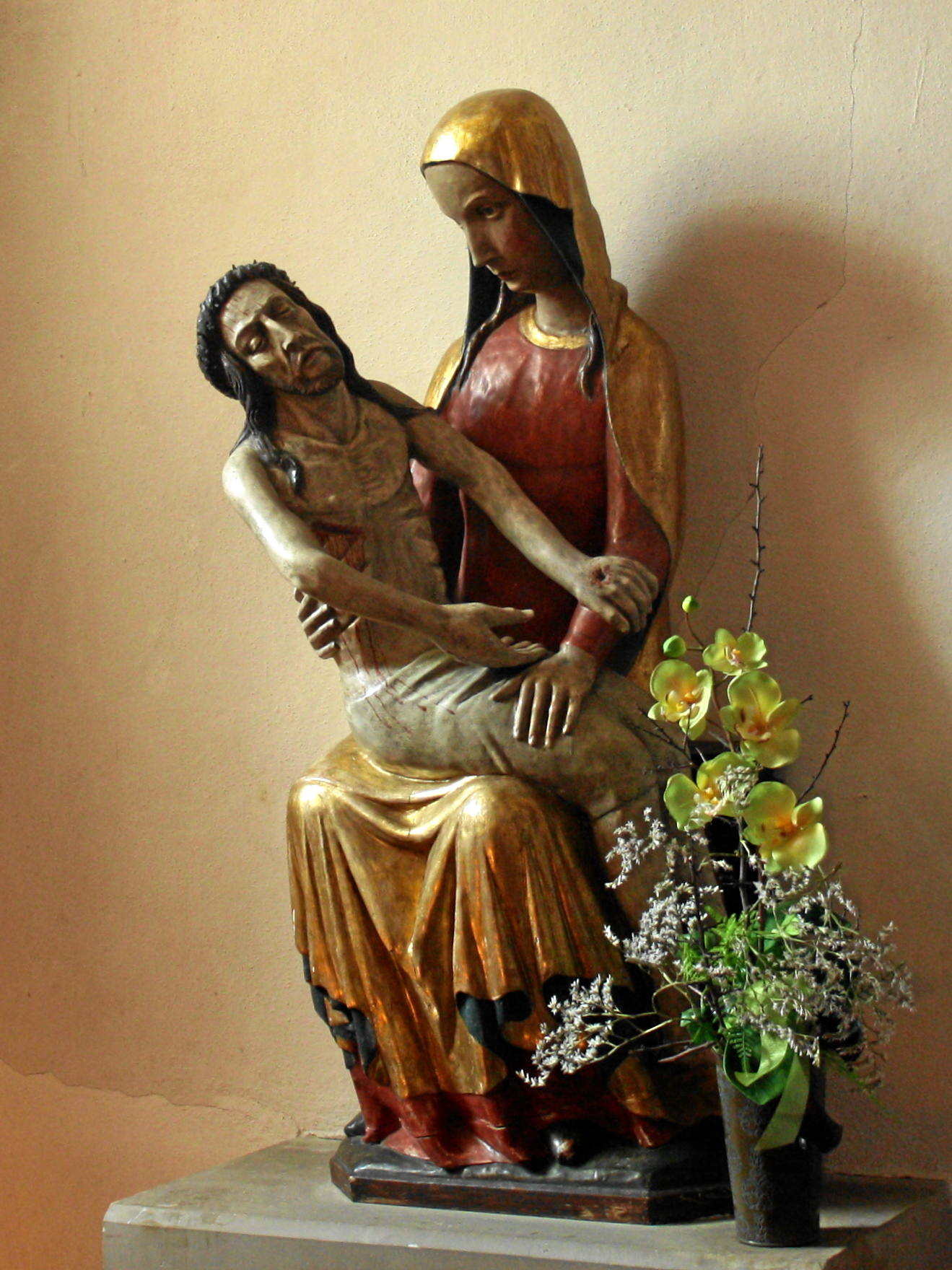
Piëta (14e eeuw)
Gotisch drieluik
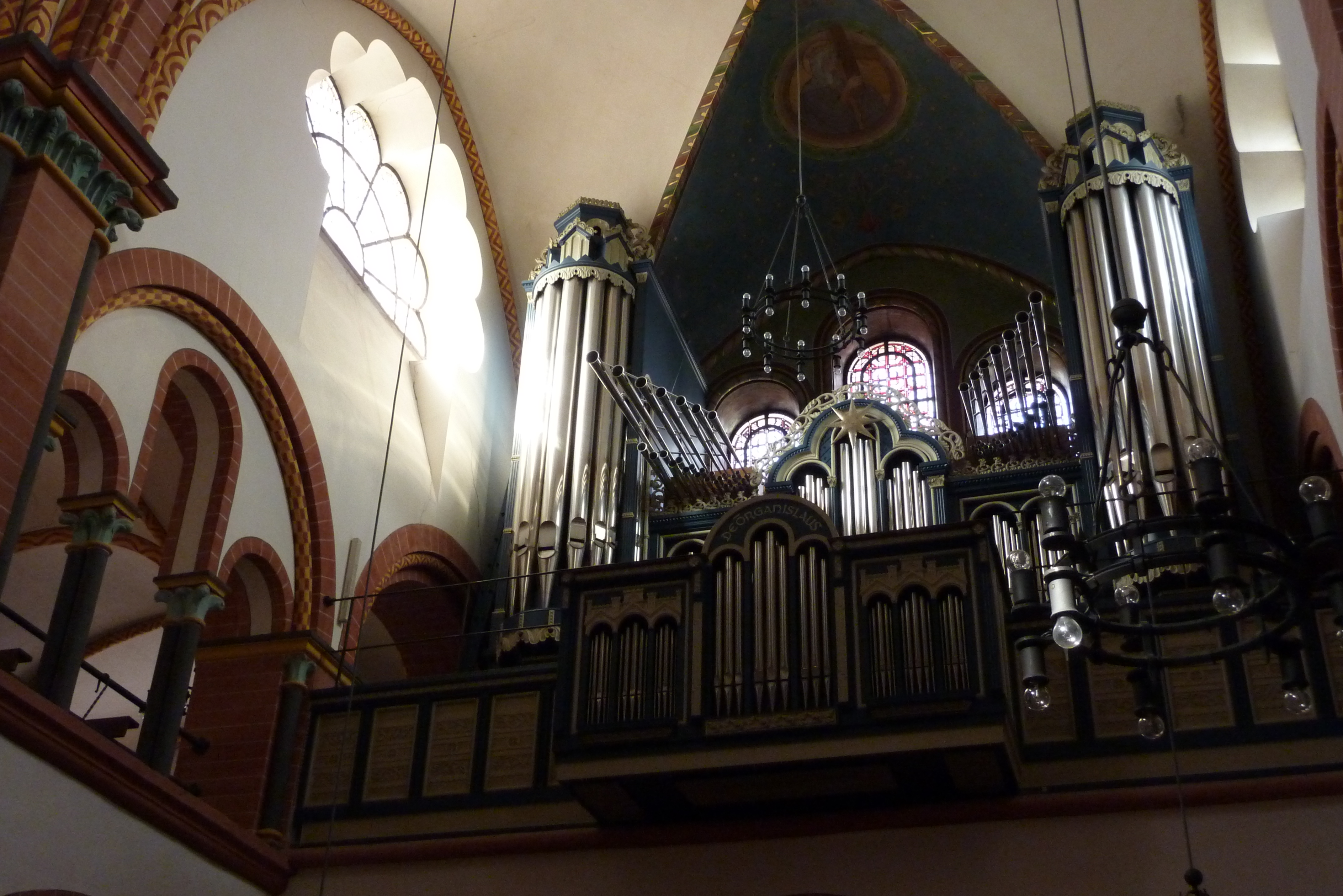
Orgel (1881)
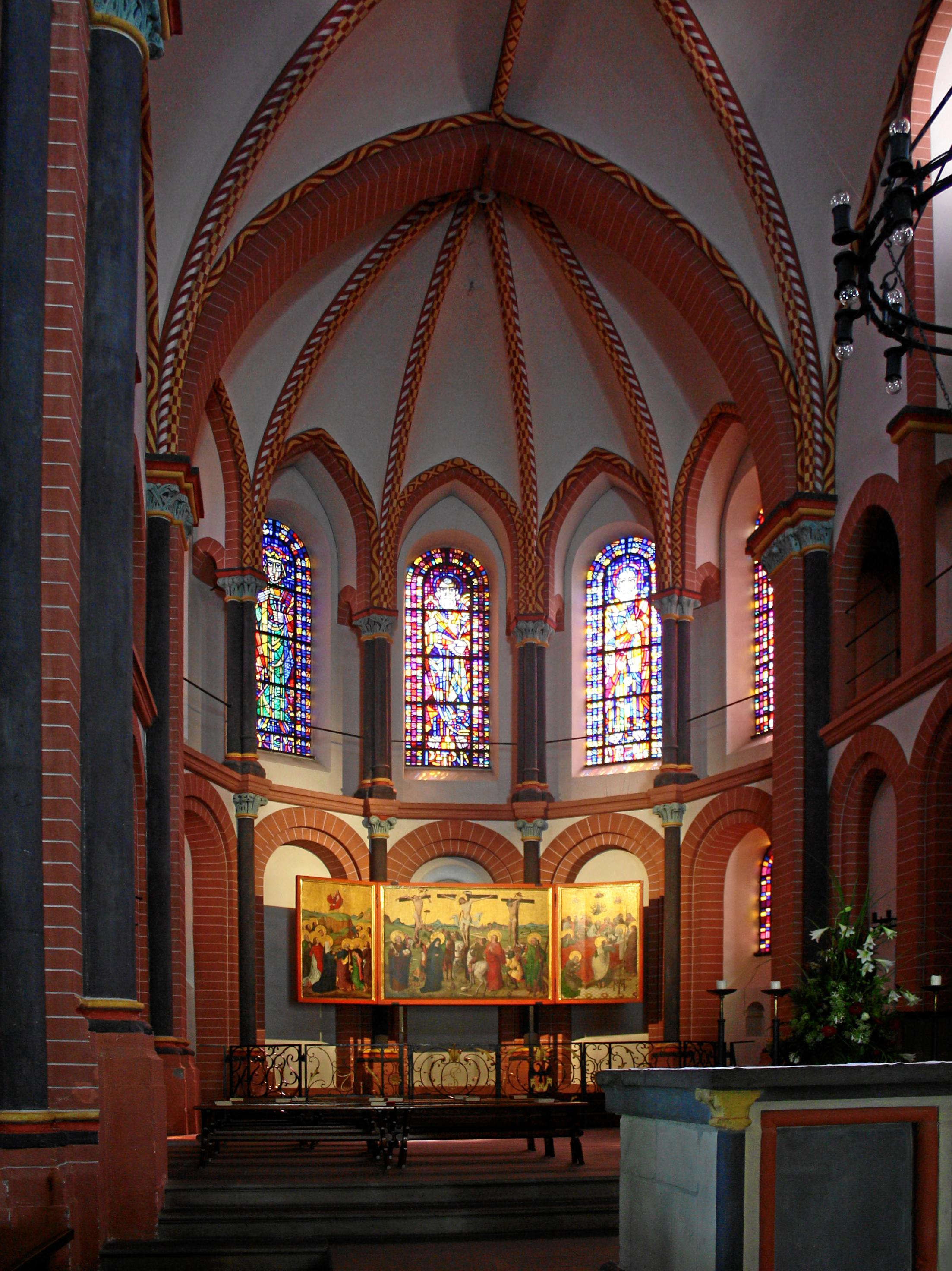
Koor
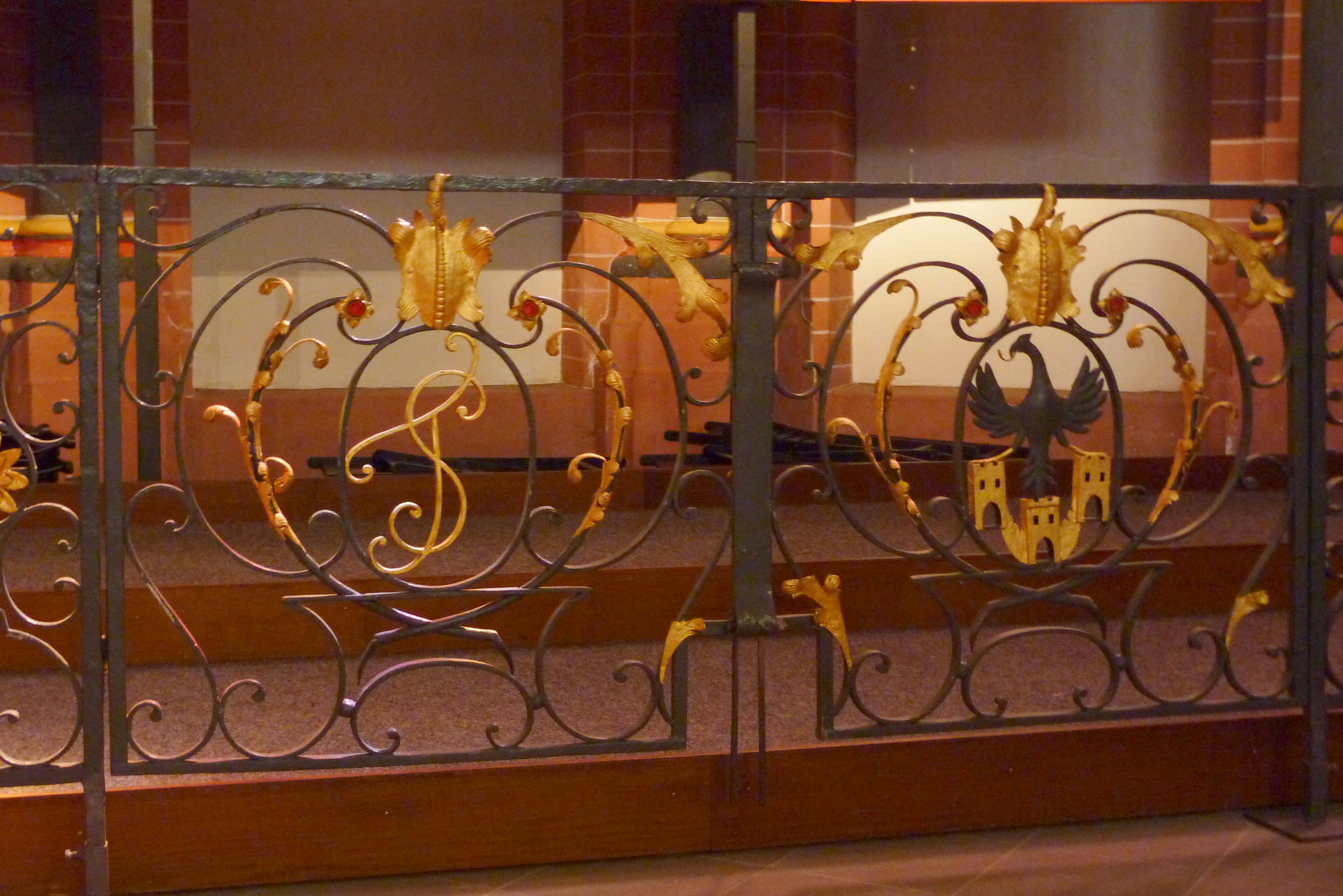
Communiebank (1787)